# Булок (Верхняя Гаронна)
Було́к (фр. Bouloc, окс. Bonlòc) — коммуна во Франции, находится в регионе Юг — Пиренеи. Департамент — Верхняя Гаронна. Входит в состав кантона Фронтон. Округ коммуны — Тулуза.
Код INSEE коммуны — 31079.

## География

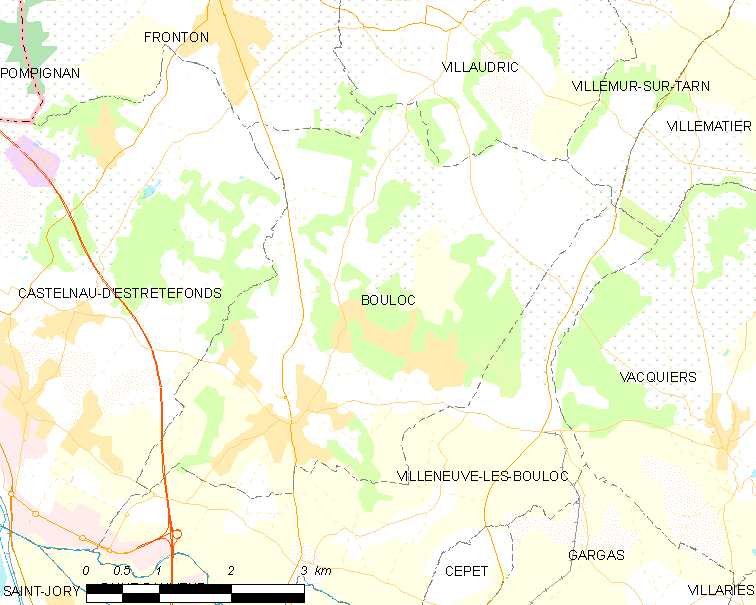
Карта коммуны

Коммуна расположена приблизительно в 570 км к югу от Парижа, в 20 км к северу от Тулузы.

## Климат
Климат умеренно-океанический. Зима мягкая и снежная, весна характеризуется сильными дождями и грозами, лето сухое и жаркое, осень солнечная. Преобладают сильные юго-восточные и северо-западные ветры.

## Население
Население коммуны на 2010 год составляло 4134 человека.
| 1962 | 1968 | 1975 | 1982 | 1990 | 1999 | 2010 |
| ---- | ---- | ---- | ---- | ---- | ---- | ---- |
| 668  | 770  | 1084 | 1925 | 2257 | 2930 | 4134 |

## Администрация
| Период | Период | Фамилия        | Партия                  | Примечания |
| ------ | ------ | -------------- | ----------------------- | ---------- |
| 1977   | 1999   | Луи Боном      | Социалистическая партия | пенсионер  |
| 1999   | 2014   | Кристиан Форье | Социалистическая партия | пенсионер  |
| 2014   | 2020   | Гислен Кабессю | Социалистическая партия |            |

## Экономика
В 2010 году среди 2688 человек трудоспособного возраста (15—64 лет) 2097 были экономически активными, 591 — неактивными (показатель активности — 78,0 %, в 1999 году было 75,2 %). Из 2097 активных жителей работали 1925 человек (1012 мужчин и 913 женщин), безработных было 172 (81 мужчина и 91 женщина). Среди 591 неактивных 242 человека были учениками или студентами, 218 — пенсионерами, 131 были неактивными по другим причинам.

## Достопримечательности
- Церковь Нотр-Дам

## Города-побратимы
- Бланско (Чехия)

## Фотогалерея

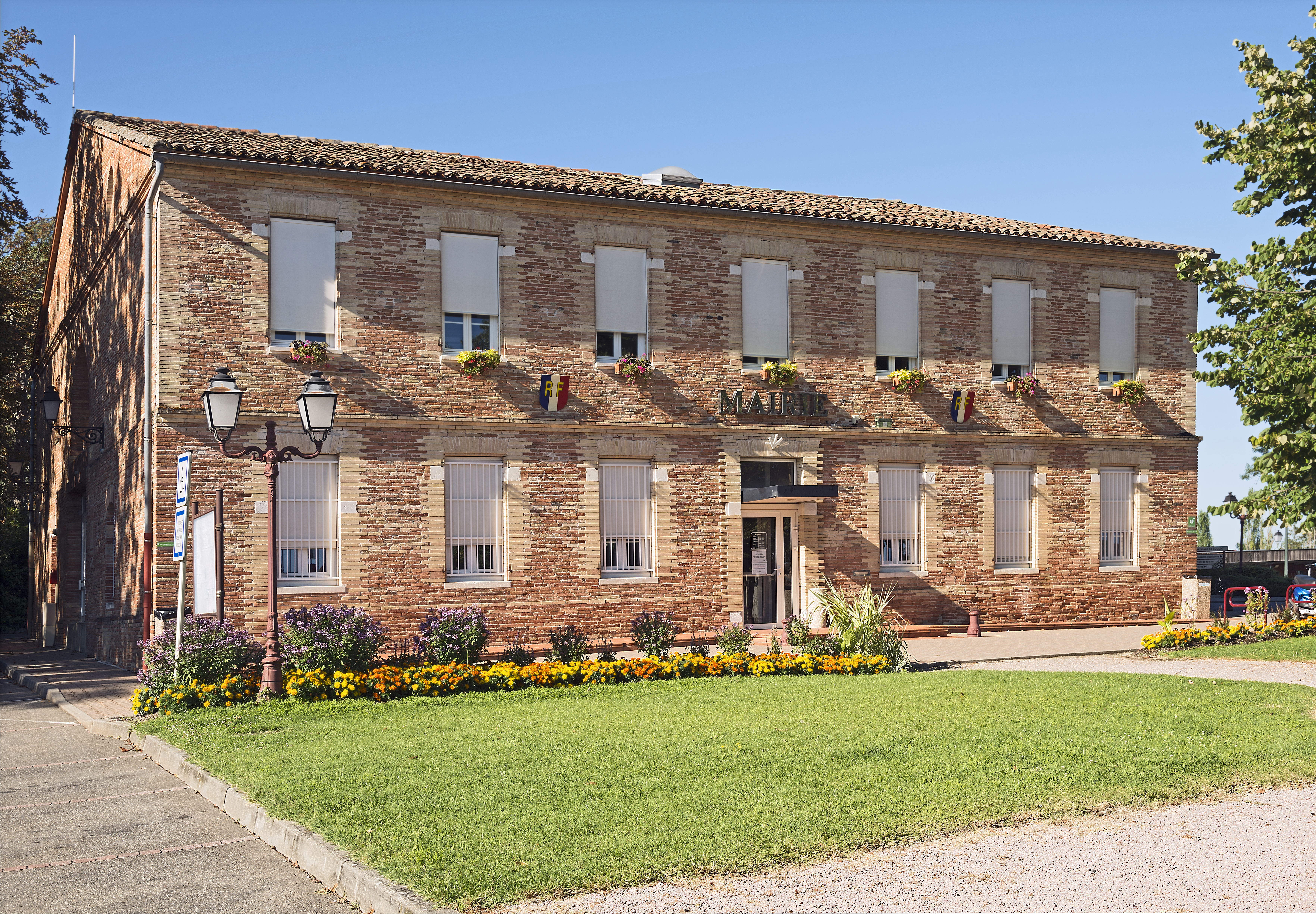
Мэрия
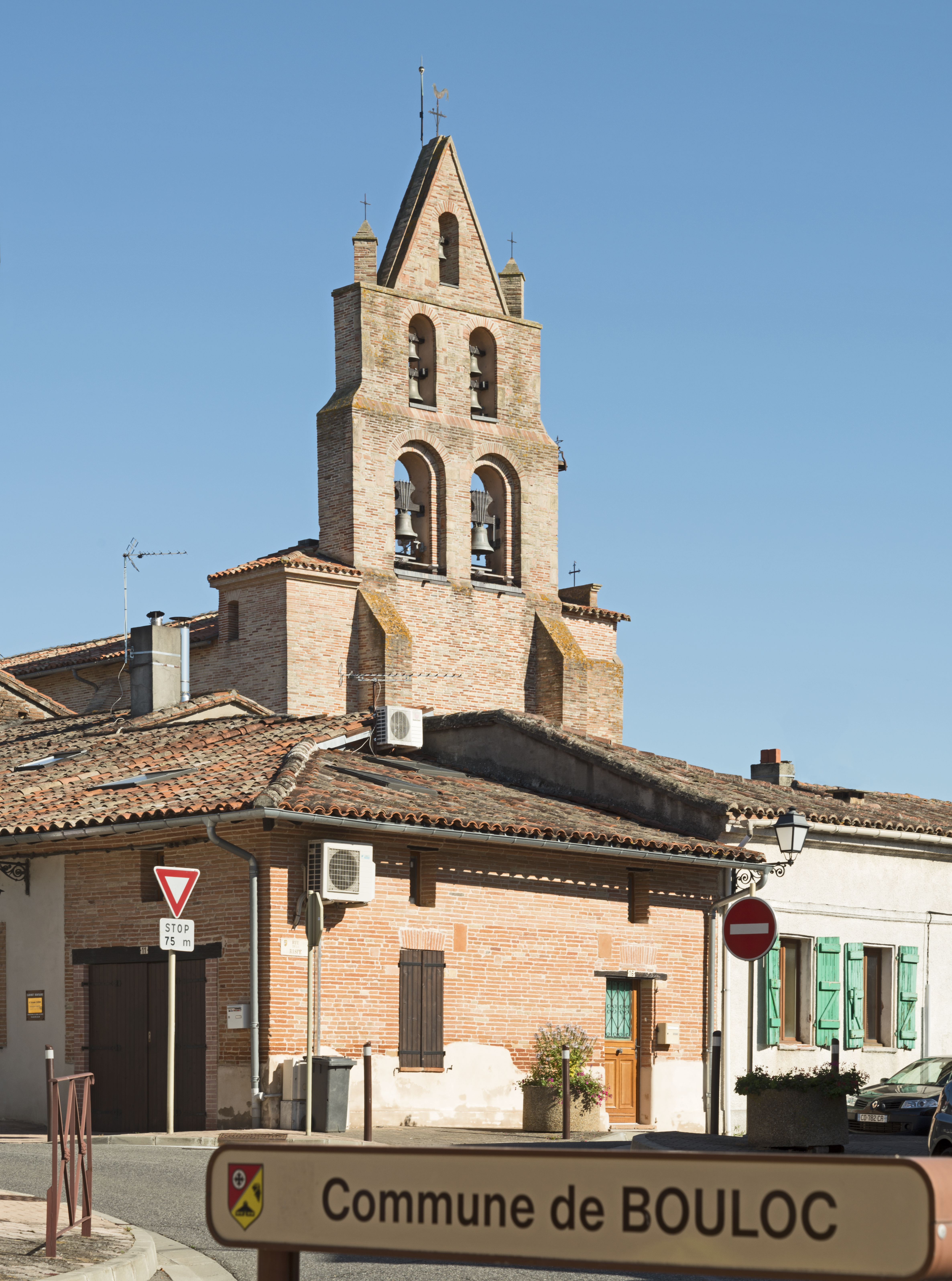
Церковь Нотр-Дам
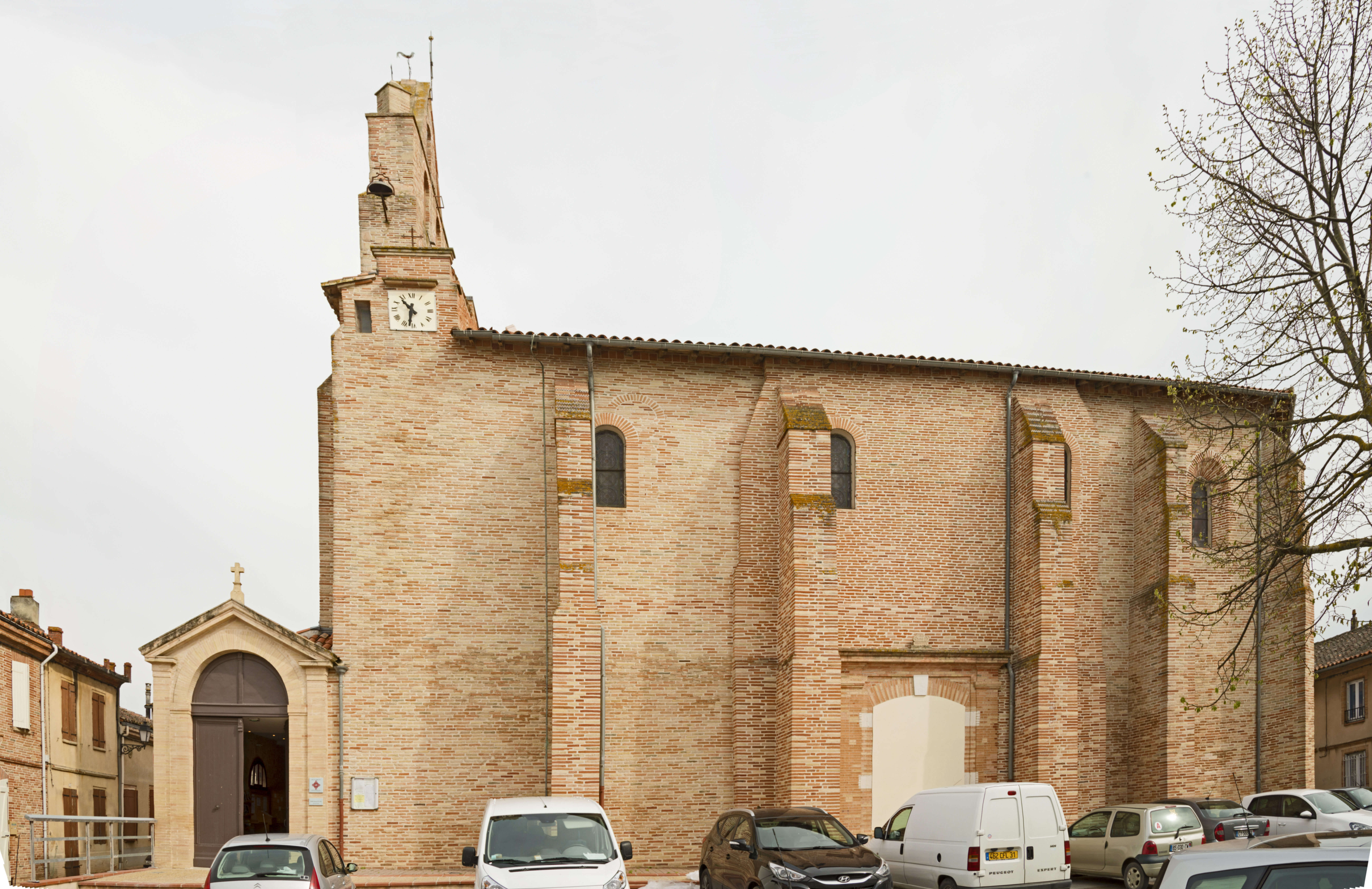
Церковь Нотр-Дам
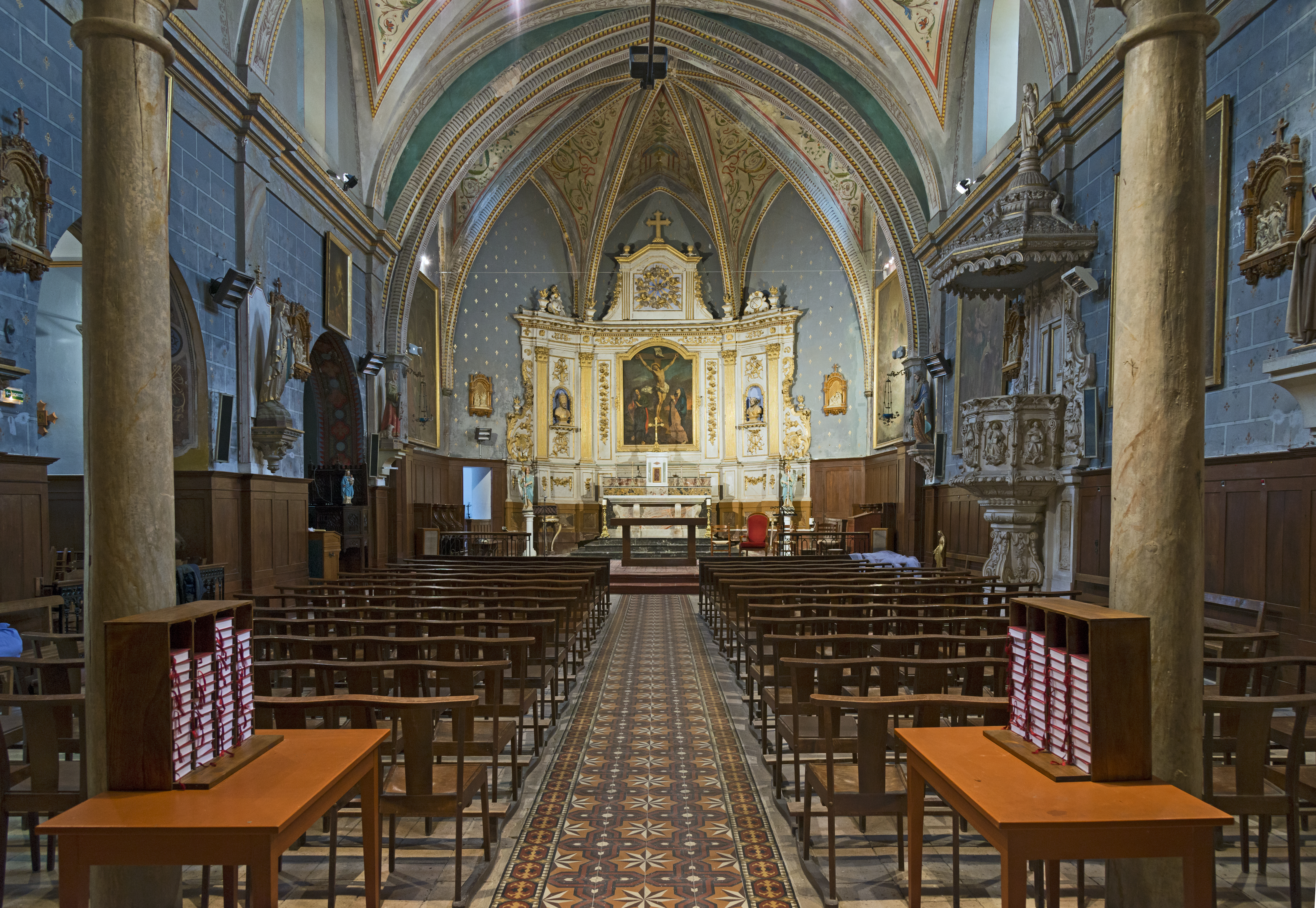
Интерьер церкви Нотр-Дам
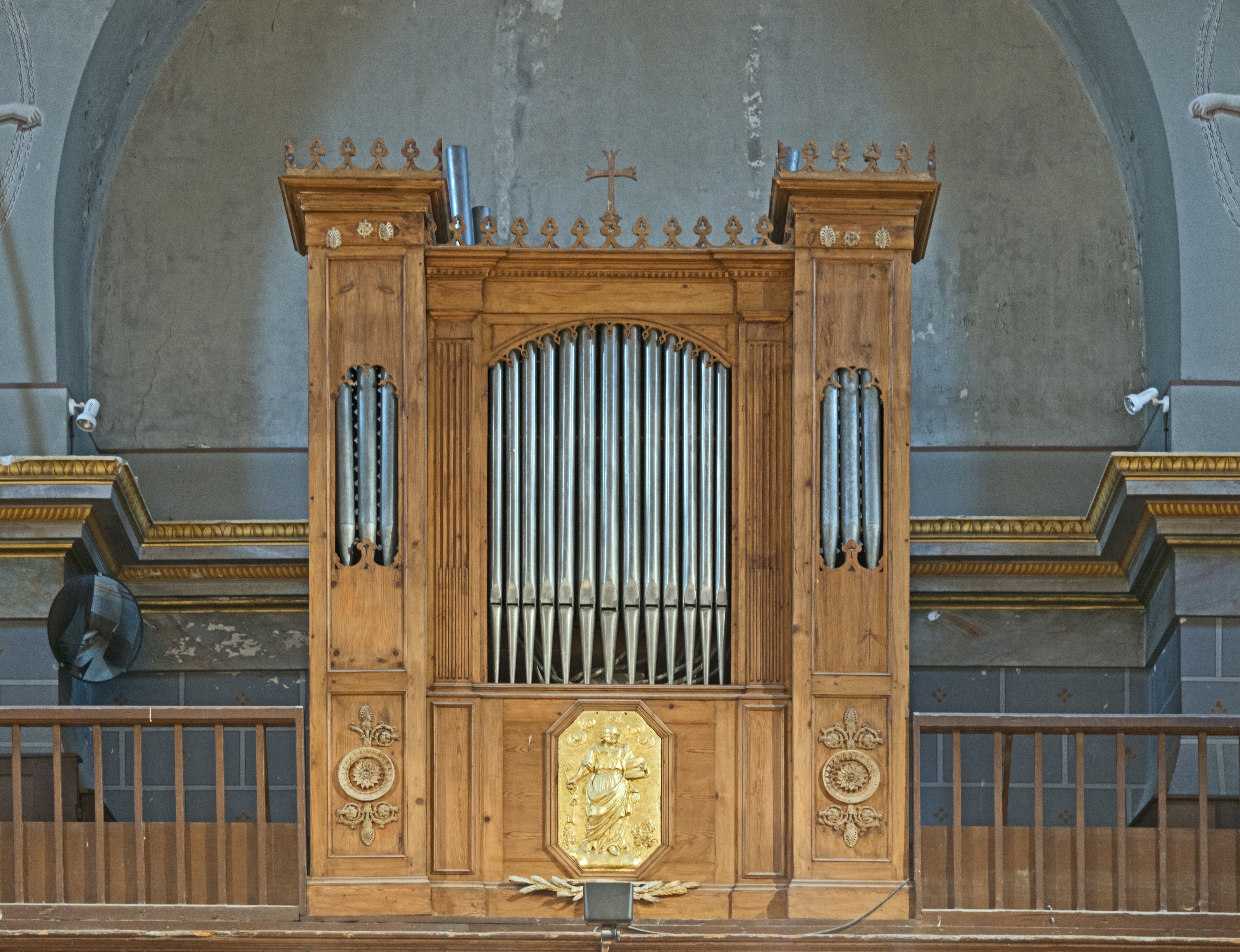
Орган в церкви Нотр-Дам